# Lo pasado, pasado
Lo pasado, pasado es el decimotercer álbum de estudio del cantante mexicano José José. Fue lanzado al mercado bajo el sello discográfico Ariola a finales de 1978.
Este álbum cuenta con composiciones de Juan Gabriel, José María Napoleón, y también una canción con Tom Parker y el propio José José como coautores.  Paralelamente se lanzó el sencillo Lo pasado, pasado, que incluyó en su cara B el tema Amor para los dos, escrito por José José, no incluido en el LP, pero en la edición de Estados Unidos, aparece como el track no.11.
Existe la versión nacional en Gatefold con un José José con corbata completo.

## Composición y letras

#### "Lo pasado, pasado"
Este tema fue escrito por Juan Gabriel, quien en una de sus entrevistas habla de por qué estaba contento por las cosas que le habían pasado, en el cual este tema le había sido dedicado a él y a su exesposa Anel Noreña, esto también se pudo comprobar con una publicación en Redes Sociales por una carta que tenía la letra y firmada por Juan Gabriel; ya en la grabación, Juan Gabriel le pidió que reuniera a un grupo de personas  y junto a él se pusieron a aplaudir dentro del estudio cuando decía el coro: … Pido un aplauso para el amor que a mí ha llegado,...' convirtiéndose así en un tema clásico del artista. La canción fue certificada platino y oro en México el 31 de diciembre de 2021 por 90 000 copias.

#### "Lo que no fue no será"
Este tema no tenía un nombre al principio, José José pidió a José María Napoleón que le escribiera una canción para completar el álbum y este accedió, cumpliendo así un sueño del compositor y en el cual José José lo nombró con este nombre, esta trata sobre ruptura que describe lo triste e irreversible del momento en que el amor se cansa y pasa factura. También certificada como doble platino y oro en México el 31 de diciembre de 2021 por 150 000 copias. También fue reversionada por el argentino Franco Masini para la banda sonora de Rebelde (2023)

#### "Almohada"
La historia de Almohada inicia, cuando Adán Torres, el compositor en medio de la nostalgia por no estar con su esposa, se puso a escribir la letra de algo que, al principio, no tenía mucha forma, pero sí mucho sentimiento. Adán compartió su idea con varias amistades, las que alabaron su trabajo y lo entusiasmaron a mejorarlo. Fue así como regresó a Nicaragua, terminó la canción. La historia dice que Jose Jose trató con mucha cordialidad a Adán Torres, decidió darle el tema al artista, pero no llevaba una grabación de la canción, por lo que decidió subir a la habitación del cantante y mientras él se alistaba para salir, se la cantó. Dicen que las demás personas presentes en esa habitación no ocultaron su asombro ante la belleza de la letra y le dijeron a la estrella, que si acogía el tema, sería un éxito. Dando así en un tema clásico del disco

## Lista de canciones
| Lo pasado, pasado |                                                  |                                                 |          |  |
| N.º               | Título                                           | Escritor(es)                                    | Duración |  |
| 1.                | «Lo que no fue no será»                          | José María Napoleón                             | 3:36     |  |
| 2.                | «Amor de discoteque»                             | José José · Tom Parker                          | 3:44     |  |
| 3.                | «Cómo deseo hoy que sea mañana»                  | Guillermo Ruíz                                  | 4:23     |  |
| 4.                | «Hoy que faltas tú»                              | Miguel Pons                                     | 4:02     |  |
| 5.                | «Ahora no»                                       | Juan Gabriel                                    | 2:52     |  |
| 6.                | «Lo pasado, pasado»                              | Juan Gabriel                                    | 4:10     |  |
| 7.                | «Ahora o nunca»                                  | Juan Carlos Calderón                            | 3:08     |  |
| 8.                | «El último beso»                                 | Rafael Pérez Botija                             | 4:14     |  |
| 9.                | «Almohada»                                       | Adán Torres                                     | 3:33     |  |
| 10.               | «Te quiero tal como eres» (Just the Way You Are) | Billy Joel Adapt: al español: Armando Martínez  | 4:23     |  |
| 11.               | «Amor para los dos»                              | José José                                       | 3:55     |  |
| 12.               | «Caminante»                                      | Armando Martínez González, Lázaro Muñiz Herrera | 3:19     |  |
| 13.               | «Ya no pienso en ti»                             | José José                                       | 3:07     |  |

## Créditos y personal
- José José - Voz
- Tom Parker - Arreglos, dirección y realización en pistas 1, 2, 3, 4, 5, 6, 9, 10 y realización en pista 7.
- Rafael Pérez Botija - Arreglos, dirección y realización en pista 8, arreglos y dirección en pista 7.
- Manolo - Fotografía
- Alberto Reyna - Diseño
- Tom Parker - Producción y realización.